# Hubertusmesse

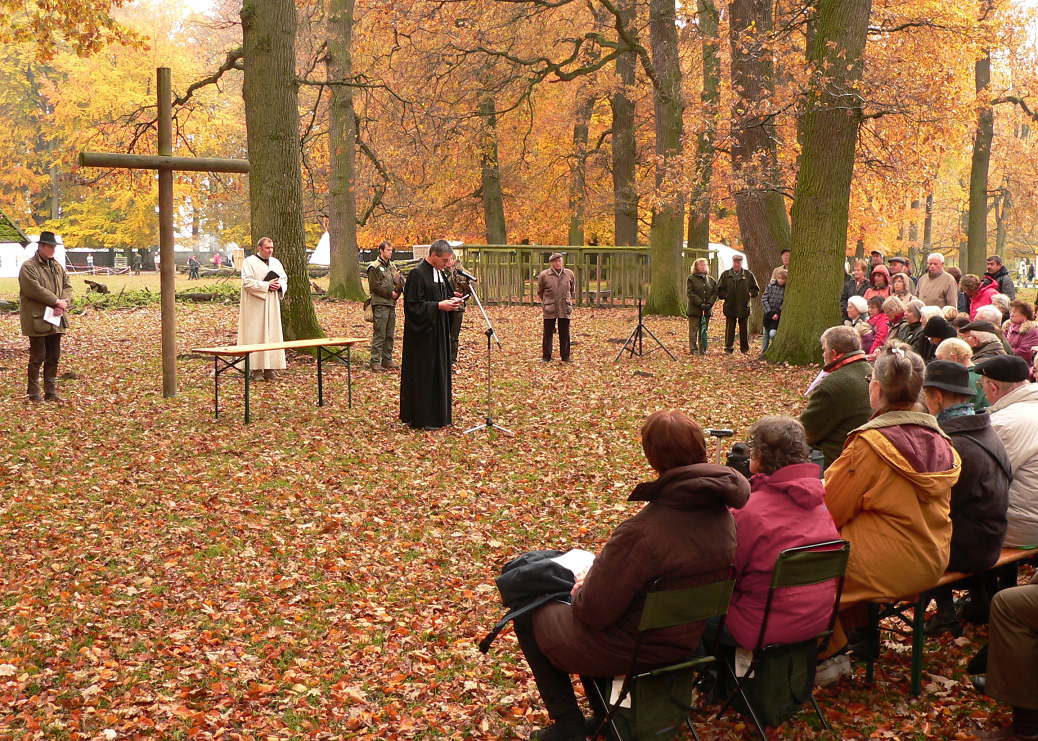
Ökumenische Hubertusmesse im herbstlichen Wald

Eine Hubertusmesse ist eine Gottesdienstform mit instrumentaler Gestaltung, bei der vor allem Hörner mitwirken.  Sie findet jährlich zur Erinnerung an den heiligen Hubertus von Lüttich um den 3. November, den Hubertustag, statt. Der Überlieferung nach war Hubertus als junger Edelmann ein leidenschaftlicher Jäger, der die Erlegung des Wildes als Selbstzweck sah. Später erkannte Hubertus in allen Wesen Geschöpfe Gottes und hat sich deshalb hegend und pflegend für sie eingesetzt. Diese Grundhaltung der „Achtung vor dem Geschöpf“ ging als Waidgerechtigkeit in die Verhaltensgrundsätze der Jägerschaft ein. Die Hubertusmesse wird daher auch „Jägergottesdienst“ genannt.

## Geschichte

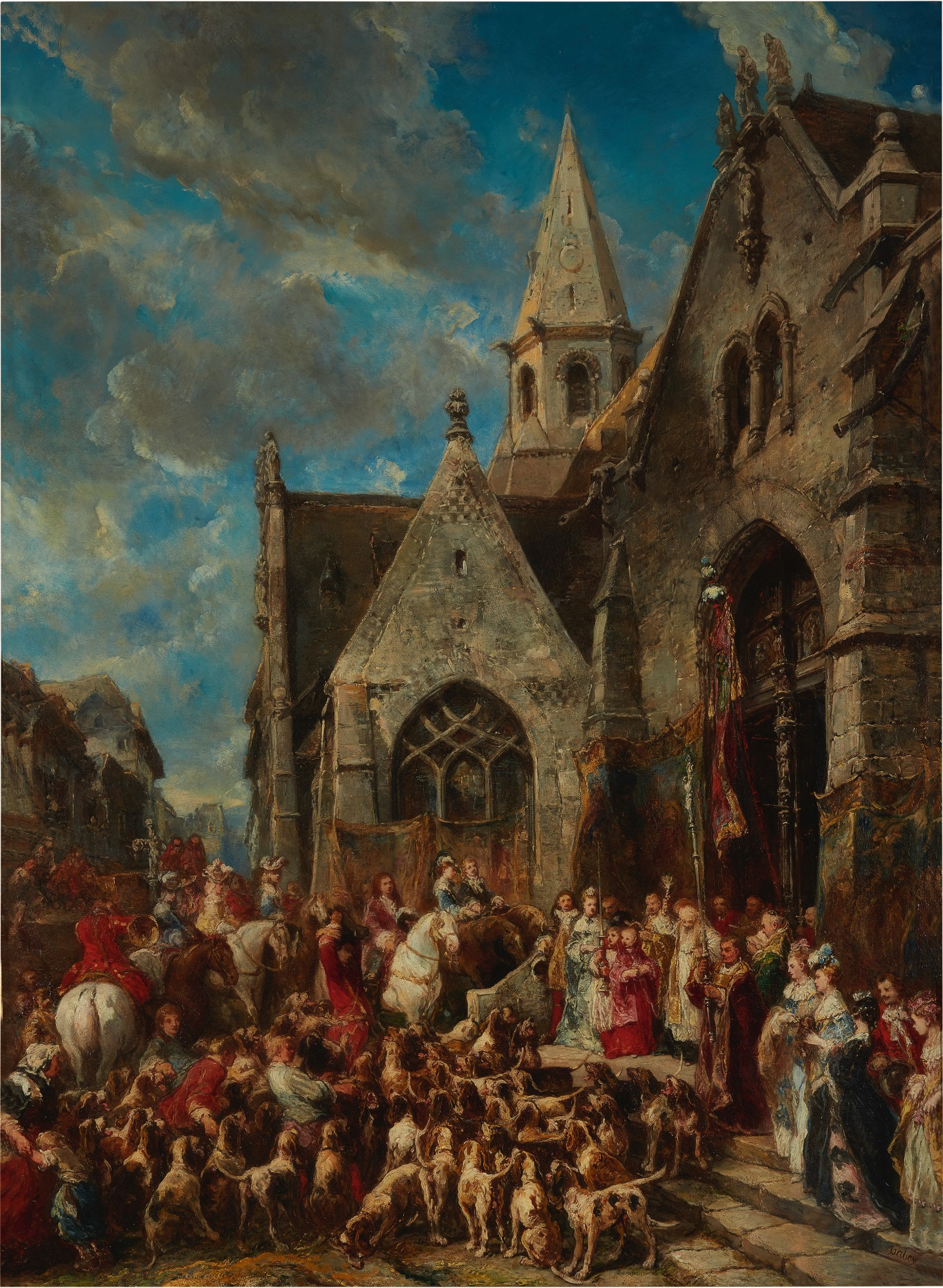
Hubertusmesse in Frankreich, mit Segnung der Hunde (Gemälde, 19. Jahrhundert)

Die Ursprünge der Hubertusmesse lagen in Frankreich und Belgien, wo sich im Laufe des 19. Jahrhunderts eine spezielle Liturgie entwickelt hat, bei der Parforcehörner mitwirkten. In Deutschland begann diese Tradition erst in den 1950er-Jahren, wobei die Musikstücke in der Regel auf dem Parforcehorn in Es geblasen werden. Dieses Horn war im 19. Jahrhundert vor allem in Böhmen und Österreich in Gebrauch, verlor aber mit dem Rückgang der höfischen Jagd zunehmend an Bedeutung. Es ist in Tonumfang und Bauweise der französischen Trompe sehr ähnlich, klingt aber weicher und voller im Ton. Es hat vor allem einen weiteren Windungs-Durchmesser, damit es über den Dreispitz, den Hut der Jagdreiter (Pikör), passte.

## Ablauf
Die Hubertusmesse steht im engen Zusammenhang mit den sich verändernden Erscheinungen des Jahreskreises. Sie findet meist im herbstlichen Wald statt, der durch gefärbtes Laub, die Ernte der Früchte und die Jagd geprägt ist. Wenn die Hubertusmesse in einer Kirche stattfindet, wird diese meist mit Utensilien aus Wald und Flur geschmückt. Die Jäger bringen ihre Hörner (und manchmal ihre Hunde) mit zum Gottesdienst.
Mit dem Blasen der Hubertusmesse folgen die Hornisten einem jahrhundertealten Brauch, bei dem die blasenden Hörner im Wald die fehlende Kirchenmusik vor Beginn oder am Ende der Jagd ersetzen. Mit den sogenannten Cloches et carillons entstehen glockenartige Klänge, die den Kirchenglocken ähneln.
In manchen Fällen handelt es sich bei einer Feier der Hubertusmesse nicht um eine heilige Messe, sondern um ein Kirchenkonzert mit gottesdienstlichen Teilen oder um einen oft auch ökumenischen Wortgottesdienst mit der Messe entlehnten musikalischen Stücken.

## Spezielle Kompositionen

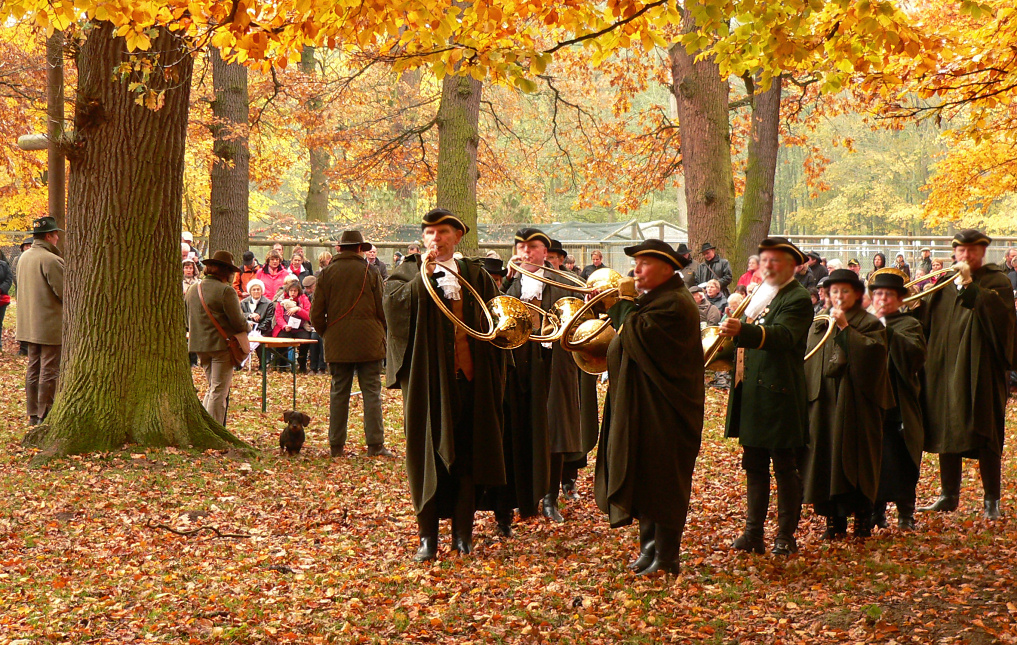
Parforcehornbläser bei einer Hubertusmesse

Musikalisch ist eine Hubertusmesse eine Sonderform der Messe. Als Notenvorlage für eine Hubertusmesse ist in Deutschland die 1934 veröffentlichte Zusammenstellung Grande Messe de Saint Hubert von Jules Cantin (1874–1956) weit verbreitet beziehungsweise am populärsten. Sie beruht ihrerseits auf Sammlungen französischer Autoren aus dem 19. Jahrhundert. Die ersten Melodien stammten laut der 1848 in Paris erschienenen Sammlung Fanfares et tons de chasse ou Manuel abrégé du chasseur aux chiens courants des französischen Trompetenlehrers Thiberge vermutlich von Hubert Obry (1820–1850). Andere Signal- und Fanfaren-Sammlungen aus dieser Zeit stammen von Estival 1840, Tellier 1860 und später Normand 1874, Sombrun 1880 und de la Porte 1896. Auch das Rendez-vous de chasse von Gioacchino Rossini erklingt oft in diesem Rahmen.
Wegen ihrer Liturgienähe findet die 1987 im Mainzer Dom uraufgeführte Kurmainzer Hubertusmesse von Heinrich Hefner und Adalbert Frey eine zunehmende Verbreitung.
Die aus der Zusammenarbeit der Werdenberger Jagdhornbläsergruppe mit Pfarrer Jakob Vetsch erwachsene und am 15. November 1987 in der Kirche von Gretschins in Wartau in der Schweiz abgehaltene Hubertus-Feier wurde vom norditalienischen Jäger Livio Penco (1943–2011) und Irene Cimmino, Triest, in die italienische Sprache übertragen und mit kirchlicher Genehmigung vom 5. April 1991 auch im Friaul in Italien durchgeführt sowie ins Netz gelegt.

## Kritik
Während die Jagdverbände die Hubertusmesse als „Erntedankfest der Jäger“ verstehen und propagieren, richten sich mitunter Proteste und Demonstrationen von Tierschützern gegen Kirchengemeinden, die solche Messen veranstalten. Die Tierrechtsorganisation PETA fordert ihre Abschaffung. Die deutsche Indie-/Punkrockband Muff Potter widmete dieser Thematik ein Lied: „Nach der Hubertusmesse“ kritisiert die Jagd und ihre christliche Legitimation auf Basis der biblischen Aussage, der Mensch sei die „Krone der Schöpfung“.